# انقلاب ۱۹۳۶ اسپانیا
انقلاب اسپانیا یک انقلاب اجتماعی کارگری بود که از زمان وقوع جنگ داخلی اسپانیا، در سال ۱۹۳۶، آغاز شد و منجر به اجرای گستردهٔ اصول سازمانی آنارشیستی و به‌طور اخص سوسیال لیبرترین، در مناطق مختلف کشور به مدت دو تا سه سال، در درجه اول کاتالونیا و پس از آن، آراگون، اندلس و بخش‌هایی از والنسیا شد. بیشتر اقتصاد اسپانیا تحت کنترل کارگران قرار گرفت. در سنگرهای آنارشیست مانند کاتالونیا، این رقم به ۷۵٪ می‌رسید. کارخانه‌ها از طریق کمیته‌های کارگری اداره شدند و مناطق کشاورزی به عنوان کومونهای سوسیالیست لیبرترین اشتراکی اداره شدند. بسیاری از مشاغل کوچک مانند هتل‌ها، آرایشگاه‌ها و رستوران‌ها نیز به کارگرانشان سپرده و مدیریت می‌شدند.
تلاش برای این تغییرات اساسی، در درجه اول توسط اعضای کنفدراسیون ملی کار (CNT ; اسپانیایی: Confederación Nacional del Trabajo‎) و فدراسیون آنارکیستا ایبریکا (FAI ; اسپانیایی: Federación Anarquista Ibérica‎) و اتحادیه اصلی کارگران (UGT ; اسپانیایی: Unión General de Trabajadores‎) انجام می‌پذیرفت.

## تاریخچه
در ۱۷ ژوئیه ۱۹۳۶، کودتای ژوئیه ۱۹۳۶ اسپانیا آغاز شد. در ۱۸ ژوئیه، قیام نظامی مداوم منجر به فروپاشی دولت جمهوری شد (چهار دولت در یک روز جانشین یکدیگر شدند) و ساختارهای قهری دولت در مکان‌هایی که کودتاچیان قدرت را به دست نگرفتند منحل یا فلج شد. . تا آن زمان، CNT تقریباً ۱۵۷۷۰۰۰ عضو و UGT 1447000 عضو داشت. در ۱۹ ژوئیه، قیام به کاتالونیا رسید، جایی که کارگران اسلحه به دست گرفتند، به پادگان‌ها حمله کردند، سنگرها را برپا کردند و در نهایت ارتش را شکست دادند.
اتحادیه‌های CNT و UGT در پاسخ به قیام نظامی و بی‌تفاوتی آشکار دولت نسبت به آن، از ۱۹ تا ۲۳ ژوئیه اعتصاب عمومی را فراخواندند. علیرغم اینکه در روزهای گذشته سوابق خاصی از توزیع سلاح بین بخش‌های غیرنظامی وجود داشت، در جریان اعتصاب عمومی بود که گروه‌هایی از اتحادیه‌های کارگری مرتبط با اتحادیه‌های تشکیل دهنده و گروه‌های کوچکتر، به بسیاری از انبارهای اسلحه ایالت حمله کردند. نیروها، فارغ از اینکه علیه حکومت شورش کرده باشند یا نه.
هم‌اکنون در همین هفته‌های اول، دو گروه در بخش‌های انقلابی آنارکو سندیکالیست تأسیس شدند: گروه رادیکال، که اساساً با فدراسیون آنارشیست ایبری (FAI) مرتبط بود و از طریق آن به CNT، که پدیده‌ای را که در آن مشارکت داشت به‌عنوان یک پدیده سنتی درک می‌کرد. انقلاب؛ و گروه احتمال گرا، متشکل از اعضای بخش معتدل تر CNT، که سهولت شرکت در یک جبهه گسترده‌تر را که بعدها جبهه ضد فاشیست مردمی (FPA) نامیده شد، که نتیجه افزودن اتحادیه‌ها به ائتلاف انتخاباتی مردمی بود، بیان کرد.
کمون‌ها بر اساس اصل اساسی «از هرکدام بنا به تواناییشان، به هر کدام بر حسب نیازشان» اداره می‌شدند. در برخی جاها، پول به‌طور کامل حذف شد و با کوپن جایگزین شد. تحت این سیستم، بهای تمام شده کالا اغلب کمی بیشتر از یک چهارم هزینه قبلی بود. در طول انقلاب، ۷۰ درصد مناطق روستایی در کاتالونیا، حدود ۷۰ درصد در آراگون شرقی، ۹۱ درصد در بخش جمهوری اکسترمادورا، ۵۸ درصد در کاستیا-لامانچا، ۵۳ درصد در اندلس جمهوری، ۲۵ درصد در مادرید، ۲۴ درصد از مناطق روستایی مصادره شد. درصد در مورسیا، و ۱۳ درصد در جامعه والنسیا. بر اساس داده‌های IRA، ۵۴ درصد از منطقه مصادره‌شده اسپانیا جمهوری‌خواه جمع‌آوری شد. استان‌هایی که کمون‌های روستایی بیشترین اهمیت را داشتند استان سیوداد رئال - جایی که ۱٬۰۰۲٬۶۱۵ هکتار (۹۸٫۹٪ از زمین‌های زیرکشت) در سال ۱۹۳۸ جمع‌آوری شد - و Jaén - که در آن ۶۸۵٬۰۰۰ هکتار (۷۶٫۳٪ از زمین‌های زیرکشت) جمع‌آوری شد، باقی مانده‌است. استان‌های جمهوری بسیار عقب ترند. بسیاری از کمون‌ها تا پایان جنگ مقاومت کردند. کمون‌های آنارشیستی با نرخ کارآمدتری نسبت به قبل از جمع‌آوری تولید می‌کردند، با افزایش بهره‌وری ۲۰ درصد. مناطق تازه آزاد شده بر اساس اصول کاملاً آزادی خواهانه کار می‌کردند. تصمیمات از طریق شوراهای شهروندان عادی و بدون بوروکراسی گرفته می‌شد.